# 雇用労働部

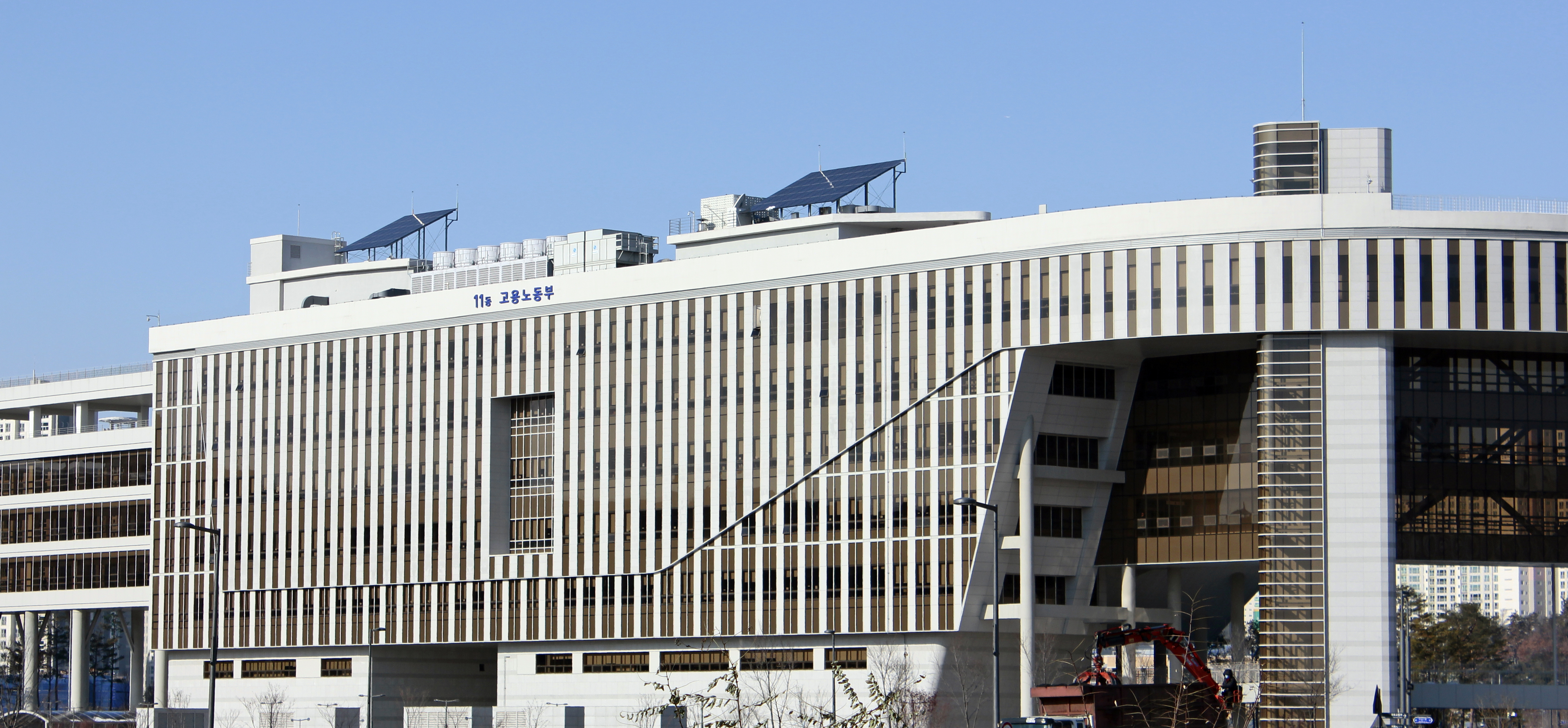
庁舎

雇用労働部（こようろうどうぶ、英語：Ministry of Labor）は、大韓民国の国家行政機関。日本の旧労働省（現：厚生労働省）に相当する。長を雇用労働部長官と称し、国務委員が任命される。

## 沿革
- 1948年11月4日 - 社会部（のちに保健福祉部）が発足し、その内局として労働局が設置される。
- 1963年9月1日 - 保健社会部の外庁・労働庁に改編。
- 1981年4月8日 - 労働部に改編。
- 2010年7月5日 - 雇用労働部に改編[1]。

## 役割
雇用政策の総括、雇用保険、職業能力開発訓練、雇用平等と仕事・家庭の両立支援、勤労条件の基準、勤労者の福利厚生、労使関係の調整、労使協力の増進、産業安全保健、産業災害補償保険、その他雇用と労働に関する事務を遂行する。

## 組織
- 長官
  - 代弁人
  - 長官政策補佐官（2名）
- 次官
  - 企画調整室長
    - 政策企画官
    - 国際協力官

  - 監査官

### 下部組織
| - 運営支援課 - 雇用政策室 - 労働市場政策官 - 職業能力政策官 - 雇用サービス政策官 - 人力需給政策局 - 高齢社会人力審議官 | - 労働政策室 - 勤労改善政策官 - 労使協力政策官 - 公共労使政策官 - 産災予防補償政策局 |

### 所属機関
| - 顧客相談センター - 地方雇用労働庁 ソウル、中部、釜山、大邱、光州、大田 - 中央労働委員会事務処 | - 地方労働委員会事務局 - 最低賃金委員会事務局 - 産業災害補償保険再審査委員会事務局 |

### 傘下機関
| - 勤労福祉公団 - 韓国産業人力公団 - 韓国産業安全保健公団 - 韓国障害者雇用促進公団 | - 韓国雇用情報院（日本の公共職業安定所に相当） - 韓国産災医療院 - 韓国ポリテク大学 - 韓国技術教育大学校 |

## 歴代長官
| 代             | 氏名       | 氏名         | 在任期間      | 在任期間      | 備考       |
| 代             | 漢字表記   | ハングル表記 | 着任          | 退任          | 備考       |
| 労働部長官     | 労働部長官 | 労働部長官   | 労働部長官    | 労働部長官    | 労働部長官 |
| -------------- | ---------- | ------------ | ------------- | ------------- | ---------- |
| 初             | 権重東     | 권중동       | 1981年4月8日  | 1982年5月21日 |            |
| 2              | 鄭漢株     | 정한주       | 1982年5月21日 | 1985年2月19日 |            |
| 3              | 趙澈権     | 조철권       | 1985年2月19日 | 1986年8月27日 |            |
| 4              | 李憲琦     | 이헌기       | 1986年8月27日 | 1988年2月1日  |            |
| 5              | 崔明憲     | 최명헌       | 1988年2月1日  | 1988年12月1日 |            |
| 6              | 張永喆     | 장영철       | 1988年12月1日 | 1989年7月1日  |            |
| 7              | 崔永喆     | 최영철       | 1989年7月1日  | 1990年12月1日 |            |
| 8              | 崔秉烈     | 최병렬       | 1990年12月1日 | 1992年6月1日  |            |
| 9              | 李衍沢     | 이연택       | 1992年6月1日  | 1993年2月1日  |            |
| 10             | 李仁済     | 이인제       | 1993年2月1日  | 1993年12月1日 |            |
| 11             | 南載熙     | 남재희       | 1993年12月1日 | 1994年12月1日 |            |
| 12             | 李炯九     | 이형구       | 1994年12月1日 | 1995年5月1日  |            |
| 13             | 陳稔       | 진념         | 1995年5月1日  | 1997年8月5日  |            |
| 14             | 李起浩     | 이기호       | 1997年8月5日  | 1999年5月1日  |            |
| 15             | 李相龍     | 이상룡       | 1999年5月1日  | 2000年2月1日  |            |
| 16             | 崔善政     | 최선정       | 2000年2月1日  | 2000年8月1日  |            |
| 17             | 金浩鎮     | 김호진       | 2000年8月1日  | 2001年9月1日  |            |
| 18             | 劉容泰     | 유용태       | 2001年9月1日  | 2002年1月1日  |            |
| 19             | 方鏞錫     | 방용석       | 2002年1月1日  | 2003年2月1日  |            |
| 20             | 権奇洪     | 권기홍       | 2003年2月1日  | 2004年2月1日  | 盧武鉉政権 |
| 21             | 金大煥     | 김대환       | 2004年2月1日  | 2006年2月10日 | 盧武鉉政権 |
| 22             | 李相洙     | 이상수       | 2006年2月10日 | 2008年2月29日 | 盧武鉉政権 |
| 23             | 李永熙     | 이영희       | 2008年3月1日  | 2009年9月30日 | 李明博政権 |
| 24             | 任太熙     | 임태희       | 2009年10月1日 | 2010年7月4日  | 李明博政権 |
| 雇用労働部長官 |            |              |               |               |            |
| 1              | 任太熙     | 임태희       | 2010年7月5日  | 2010年8月29日 | 李明博政権 |
| 2              | 朴宰完     | 박재완       | 2010年8月30日 | 2011年6月1日  | 李明博政権 |
| 3              | 李埰弼     | 이채필       | 2011年6月2日  | 2013年3月11日 | 李明博政権 |
| 4              | 房河男     | 방하남       | 2013年3月11日 | 2014年7月15日 | 朴槿恵政権 |
| 5              | 李基権     | 이기권       | 2014年7月16日 | 2017年7月24日 | 朴槿恵政権 |
| 職務代行       | 李性基     | 이성기       | 2017年7月25日 | 2017年8月13日 | 文在寅政権 |
| 6              | 金栄珠     | 김영주       | 2017年8月14日 | 2018年9月21日 | 文在寅政権 |
| 7              | 李載甲     | 이재갑       | 2018年9月21日 | 2021年5月5日  | 文在寅政権 |
| 8              | 安庚徳     | 안경덕       | 2021年5月6日  | 2022年5月9日  | 文在寅政権 |
| 9              | 李正植     | 이정식       | 2022年5月10日 | 2024年8月30日 | 尹錫悦政権 |
| 10             | 金文洙     | 김문수       | 2024年8月30日 | 2025年4月8日  | 尹錫悦政権 |
| 職務代行       | 金珉奭     | 김민석       | 2025年4月8日  | 2025年6月26日 | 尹錫悦政権 |
| 職務代行       | 権昌俊     | 권창준       | 2025年6月26日 | 2025年7月21日 | 李在明政権 |
| 11             | 金栄訓     | 김영훈       | 2025年7月22日 | 現職          | 李在明政権 |

参照：雇用労働部長官室「역대장차관（歴代長次官）」。